# Britney Spears: In the Zone
In The Zone es el quinto DVD de la cantante pop americana Britney Spears. Fue lanzado el 6 de abril de 2004 en Estados Unidos. De acuerdo al sistema de información Nielsen SoundScan, el DVD In the Zone ha vendido más de 110 mil copias en los Estados Unidos.

## Características del DVD
- Idiomas: Inglés (Dolby Digital 2.0 Surrond)
- "Britney Spears: In The Zone" ABC Special:
  - «Toxic»
  - «Breathe on Me»
  - «Boys»/«I'm a Slave 4 U» (Medley)
  - «(I Got That) Boom Boom» (ft. Ying Yang Twins)
  - «Everytime»
  - «...Baby One More Time»
  - «Me Against the Music»
- MTV's "Spankin New Music Week on TRL":
  - «Me Against the Music»
  - «(I Got That) Boom Boom» (ft. The Ying Yang Twins)
- Videos musicales:
  - «Me Against the Music»
  - «Toxic»
- MTV's Making Of Video: "Toxic"
- "In The Personal Zone"
- FotoGaleria

```
Bonus CD:
```

1. «I've Just Begun (Having My Fun)»
2. «Girls and Boys»
3. «Don't Hang Up»

## Hitos
- En EE. UU., el DVD alcanzó el número #1 y fue certificado como platino.
- En Francia, el DVD fue certificado como platino y vendió más de 20.000 copias. La fecha de la certificación fue el 8 de noviembre de 2004.

1. ↑  Grein, Paul (13 de octubre de 2010). «Week Ending Oct. 10, 2010: A Record Nobody Wanted To Set» (en inglés). Yahoo!. Consultado el 14 de octubre de 2010.

- Datos: Q1151689